# محمد عسلي
محمد عسلي (مواليد 4 مايو 1957) هو مخرج أفلام مغربي من أبرز أعماله فيلم الملائكة لا تحلق فوق الدارالبيضاء، عسلي كان قد قضى بعض فترات عمره في إيطاليا حيث درس هناك واشتغل لمدة طويلة في الحقل السينمائي وتعاون مع الإيطاليين.